# Boone County (Missouri)
Boone County is een county in de Amerikaanse staat Missouri.
De county heeft een landoppervlakte van 1.775 km² en telt 135.454 inwoners (volkstelling 2000). De hoofdplaats is Columbia.

## Geschiedenis
Boone County werd 16 november 1820 opgericht als een opgesplitst deel van Howard County. Het gebied stond bekend onder de naam "Boone's Like County", gezien de aanwezige zoutbron die door zowel mensen als dieren werd gebruikt.